# سعیدوفسکی
سعیدوفسکی (انگلیسی: Saitovsky) یک شهرک در شهرستان ملئوزوفسکی استان باشقیرستان کشور روسیه است.